# Rocca Sbarua

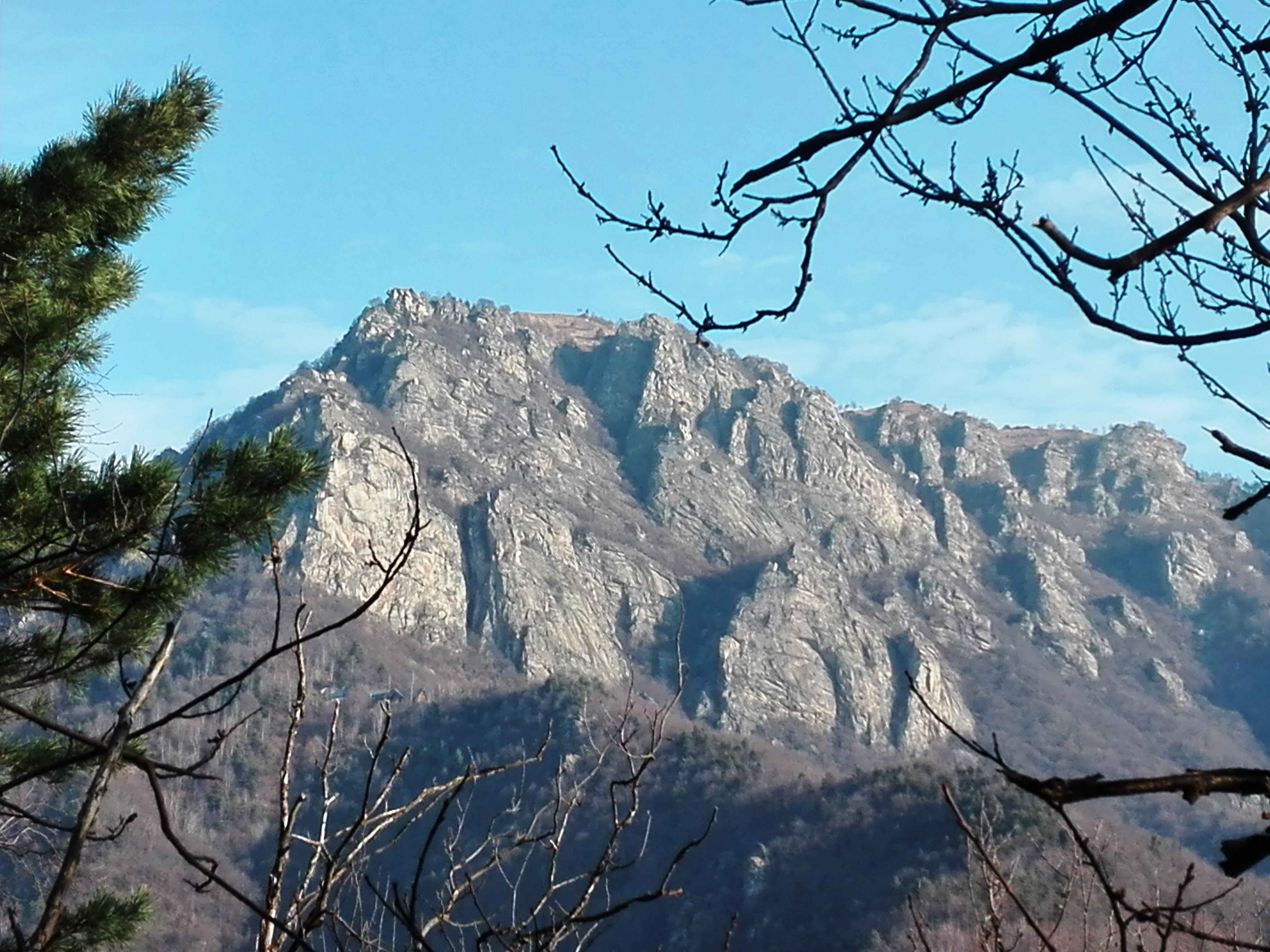
Il Monte Freidour con ai piedi il salto di roccia detto Rocca Sbarua.

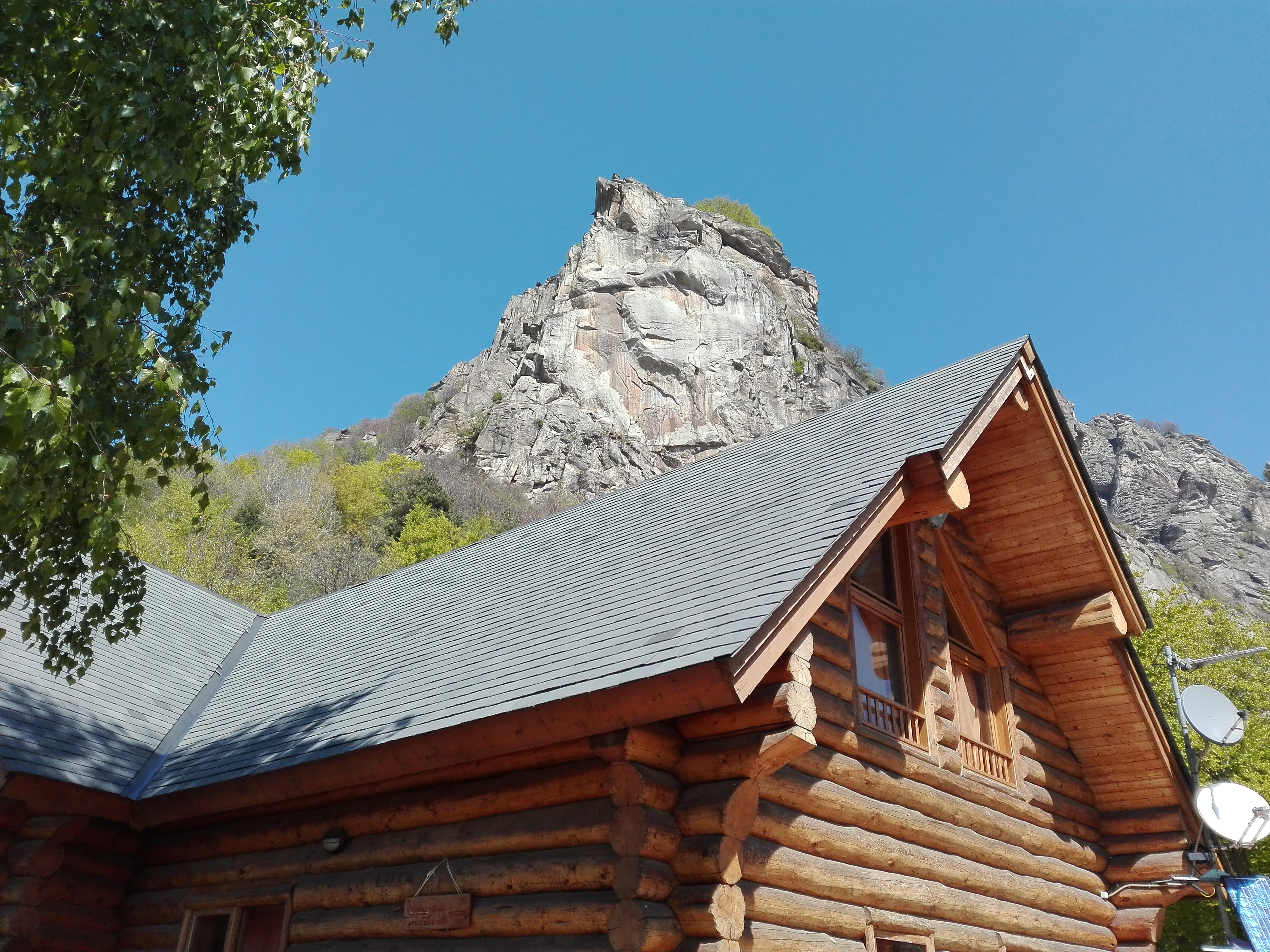
Il Rifugio Melano con alle spalle la Rocca Sbarua.

Rocca Sbarua è un sito d'arrampicata che si trova in Piemonte nei pressi di Pinerolo.

## Caratteristiche
Il sito d'arrampicata si trova sul versante sud del Monte Freidour nel comune di Frossasco.
Il toponimo significa roccia che spaventa.
Alla base del sito si trova il rifugio Melano.
La palestra di roccia è utilizzata fin dagli albori dell'alpinismo dagli appassionati di Torino e dintorni, tra cui nomi come Gabriele Boccalatte, Giusto Gervasutti, Gian Piero Motti e Gian Carlo Grassi. La falesia presenta oltre 100 vie di arrampicata, di lunghezza variabile tra i 20 ed i 200 metri, con difficoltà che partono dal 3+ ed arrivano fino a vie ancora da liberare per le quali si parla di 8ª o superiore.